# Issa Album
Albums de 21 Savage
Savage Mode
(2016) Without Warning
(2016)
Issa Album est le premier album studio de 21 Savage, sorti le 7 juillet 2017 sur les labels Epic et Slaughter Gang.

## Liste des pistes
| No  | Titre           | Auteur                                                                            | Producteur(s)                 | Durée |
| --- | --------------- | --------------------------------------------------------------------------------- | ----------------------------- | ----- |
| 1.  | Famous          | Shayaa Abraham-Joseph, Leland Wayne, Xavier Dotson                                | Metro Boomin, Zaytoven        | 3:54  |
| 2.  | Bank Account    | Abraham-Joseph, Wayne, Coleridge-Taylor Perkinson                                 | 21 Savage, Metro Boomin       | 3:40  |
| 3.  | Close My Eyes   | Abraham-Joseph, Wayne                                                             | Metro Boomin                  | 4:52  |
| 4.  | Bad Business    | Abraham-Joseph, Joshua Luellen                                                    | Southside, Jake One, Sam Wish | 2:42  |
| 5.  | Baby Girl       | Abraham-Joseph, Jordan Jenks                                                      | Pi'erre Bourne                | 2:49  |
| 6.  | Thug Life       | Abraham-Joseph, Wayne, Curtis Mayfield                                            | Metro Boomin                  | 4:23  |
| 7.  | FaceTime        | Abraham-Joseph, Dijon McFarlane, Te Whiti Warbrick, Nicholas Audino, Lewis Hughes | DJ Mustard, Twice as Nice     | 3:59  |
| 8.  | Nothin New      | Abraham-Joseph, Wayne, Dotson                                                     | Metro Boomin, Zaytoven        | 3:39  |
| 9.  | Numb            | Abraham-Joseph, Wayne                                                             | Metro Boomin                  | 4:31  |
| 10. | Dead People     | Abraham-Joseph, Luellen                                                           | Southside, Jake One           | 2:27  |
| 11. | Money Convo     | Abraham-Joseph, Wayne                                                             | Metro Boomin                  | 3:33  |
| 12. | Special         | Abraham-Joseph, Wesley Glass                                                      | Wheezy                        | 3:37  |
| 13. | Whole Lot       | Abraham-Joseph, Wayne, Jeffery Williams                                           | Metro Boomin, Cubeatz         | 5:13  |
| 14. | 7 Min Freestyle | Abraham-Joseph, Wayne                                                             | Metro Boomin, Southside       | 7:11  |

Notes
- Whole Lot comprend des vocales additionnelles de Young Thug.